# Левицкий, Феодосий Нестерович
Феодосий Несторович Левицкий (1791—1845) — священник Свято-Никольской церкви в городе Балте, Подольской губернии.

## Биография
Феодосий Левицкий родился 11 (22) января 1791 года в семье священника села Корытного Подольской губернии. Образование Левицкий получил в Подольской семинарии, куда поступил на 12-м году от рождения. Во время прохождения семинарского курса в 1812 году исправлял должность письмоводителя в особой комиссии из-за эпидемии чумы в Балте. Председатель этой комиссии, князь А. Б. Куракин, обещал Левицкому своё покровительство, если он пожелает избрать себе гражданскую службу, но Левицкий, чувствуя особенное влечение к служению на духовном поприще, отклонил это предложение и по окончании курса семинарии в 1815 году был рукоположён в священники к Свято-Николаевской церкви в Балте.
Юноша ещё на семинарской скамье вёл школьный дневник под заглавием «Живой опыт Провидения Божия о человеке», который обнимает время 1809—1815 гг. и показывает его глубокую веру в Бога. Уже в этом дневнике Левицкий высказывает свой высокий взгляд на сан священника, выражает твёрдое и непреклонное желание своё послужить Богу в этом именно священном сане и даже начертывает программу будущего своего пастырского служения и проект речи при посвящении его в священники. «Со времени же посвящения Левицкого в священный сан начинается», — говорит один из его биографов, — «действительная жизнь его для Бога и для ближних, и с этого самого времени открывается торжество его веры и чистых помыслов». Но и на новом месте служения Левицкий продолжал вести свой дневник и довёл его до 1819 года; в нём он говорит о первых шагах своих на поприще священнического служения, а также о семейных и хозяйственных делах.
Настроенный религиозно-мистически, Левицкий был убеждён, что промыслом Божиим он призван возвещать людям о наступающем страшном суде и имеющем скоро открыться царстве Христовом, и потому неустанно и с церковной кафедры, и в своих сочинениях, и даже в переписке с разными лицами говорил о скорой кончине мира и открывающихся знамениях её; он же составлял в мистическом духе молитвы, духовные песни и даже произносил особые им сочинённые прошения на ектениях за литургией.
В 1816 году умер отец Левицкого, а в 1818 году — мать и супруга его, и с этого времени он дал себе обет «всеми силами служить страждущему человечеству и неуклонно следовать крестным путём вслед Подвигоположника Иисуса». И действительно, жизнь отца Феодосия была такова, что «ею назидались не только христиане, но и евреи, которые часто обращались к нему в спорных делах и просили у него совета, в полной уверенности, что совет его будет продиктован истиною». Левицкий, «побуждаемый особым чувством», прислал в 1822 году в собственные руки императора Александра Павловича, в Святейший Синод и к князю А. Н. Голицыну, тогдашнему министру народного просвещения и духовных дел, одно из своих сочинений: «Голос Невесты Иисуса Христа о приблизившемся пришествии Его». По воле государя сочинения Левицкого были рассмотрены тремя членами Святейшего Синода и найдены достойными внимания, как содержащие в себе много высоких истин и пророческих взглядов на настоящее и будущее время, и он был вызван секретно по Высочайшему повелению в Санкт-Петербург. По прибытии в столицу Левицкий помещён был на Тверском подворье в доме Тверского архиепископа Ионы и 27 мая 1823 года был представлен императору Александру І-му в Зимнем дворце. По словам Левицкого, государь обошёлся с ним весьма милостиво, дал ему право свободно и без всякого опасения представлять свои сочинения государю, высказал своё сочувствие выраженным в его сочинении мыслям и обещал сам споспешествовать его трудам. Но члены Священного Синода в деликатной форме отказались от содействия делу отца Феодосия.
В Санкт-Петербурге Левицкий жил в совершенном уединении, занимаясь литературными трудами и почти ежедневно беседуя с князем Голицыным. Вместе с ним жил и помогал ему друг его, священник Подольской епархии Феодор Лисевич, вызванный с Высочайшего соизволения в октябре 1824 года. Все сочинения, которые писал в это время Левицкий, восходили к государю через посредство князя Голицына, при чтении которых государь «изволил заметить в многоплодности его идей, что истины высокие христианства он сжимал в ограниченный круг действия, ожидая развития его пророческих предчувствий в г. Балте, месте его жительства». В 1824-м году Левицким представлен был государю через князя Голицына трактат о недостатках образования в современных русских школах, особенно в духовных семинариях, из которых, по его мнению, должно быть изгнано всё светское, мирское. В числе сочинений Левицкого есть «Слово к Государю Императору Александру І о воззвании разномыслящих родов христианских к православному Христову единомыслию и неверствующего останка рода человеческого к святой вере Христовой и о готовности вообще к предстоящему откровению вечного Божественного царствия Христова на земле». Близость кончины мира и откровения царства Божия на земле — основная мысль всех его сочинений, главный и единственный мотив его жизни.
В одном из писем к Прибыльскому (от 16 сентября 1823 года) Левицкий пишет: «Человек Феодосий, к которому Вы писали, более не существует, а вместо сего ответствует Вам свидетель Иисус Христов Феодор и не из С.-Петербурга, а из пустыни провидения Божия. Сие же есть тайна и знамение строения приблизившегося Царствия Христова, которого и Вы терпением и любовию всякою святынею ищите не менее, как и прилежными молитвами, особливо теми, которые нам свыше благодать Его даровала и которые Вы от меня прежде получили, — ищите для себя и для всего мира». В другом письме к тому же лицу от 16 ноября того же 1823 года отец Феодосий пишет, что «он отрёкся от мира сего и в нём более не существует, а ищет единого токмо Царствия Божия и правды его по заповедям Его и всех братий своих от всего рода человеческого к сему единому святому, небесному и вседорогому делу Божию призывает».
В письме к князю Голицыну от 27 июня 1822 года он же пишет: «Божественный Дух Иисуса Христа истинного Господа и Бога Сына нашего, по обнародовании акта священного союза Благочестивейшим Монархом нашим с другими, вкупе Даниилово число трёх — составившими и ознаменовавшими великими государями христианскими, в 14 день сентября 1815 года, во имя Господне заключённого, благим духом и благочестивыми устами Вашего Сиятельства в 1817 году совершил святое пророчество своё об открывающемся Божественном царствии Его, хотящем быти на земли, яко на небеси. Ныне начало действительного оправдания и исполнения сего священного о Господе пророчества вашего, живое Провидение его пред боголюбивую особу вашу представляет и всему миру предпоказывает. Уже, может быть, Ваше Сиятельство, известились или ныне узнаете о представленной в Священный Синод к рассмотрению книге «Глас Невесты Иисуса Христа о приблизившемся пришествии Его», между прочим названной. Испытав всё содержание её, Ваше Сиятельство увидите, что оная благодатию Божиею содержит в себе всё то, что в докладе вашем Его Величеству государю императору тогда заключили Вы под тем словом: «что акт оного великих государей союза есть столь важное событие во времена наши, что все последствия оного не могли быть тогда обняты во всём пространстве, а ещё, конечно, закрыты были в любвеобильном сердце Господа нашего Иисуса Христа и что, словом, оный совершён от Бога быть предуготовительным актом к тому Царствию Господа на земле, которое будет яко на небеси».
И Левицкий искренне верил, что Промыслом Божиим он призван на подвиг «приведения всех христиан к единомыслию, а неверных просвещения светом истинной веры». Он просил благословения на этот подвиг у Подольских преосвященных Иоанникия и Антония, но они в том ему отказали, за что, по его мнению, оба умерли от удара.
7 (19) ноября 1824 года Санкт-Петербург постигло большое бедствие — неслыханное наводнение. Отец Феодосий сказал по этому поводу в церкви Тверского подворья очень резкую проповедь, в которой назвал это наводнение действием гнева Божия, «поелику не видно было со стороны Правительства ни духовного, ни светского нималого движения к покаянию», за что и был обвинён в том, будто он был агентом масонской ложи и посягал на православие, и в ночь с 10 на 11 ноября по Высочайшему повелению сослан в Коневский монастырь. Только 8 ноября 1825 года Феодосий решился послать письмо князю Голицыну с просьбой или возвратить его в Подольскую епархию или разрешить ему отправиться в путешествие по Святой земле. Письмо это доложено было Голицыным государю, и в ноябре 1827 года последовало Высочайшее соизволение на возвращение Левицкого к прежнему месту служения. Прибыв с Коневца в Санкт-Петербург, отец Феодосий посетил князя Голицына, и это свидание их было последним. Князь Голицын принял священнослужителя сухо, хотя и исходатайствовал ему у государя пособие на проезд в город Балту и обещал ходатайствовать перед государем о возвращении отобранных у него бумаг. Обстоятельства, при коих совершилось возвращение Феодосия в Балту, подробно изложены в его автобиографии. О бумагах же его, вернее, «о черновых отпусках, представленных им бумаг и нескольких делах, касающихся Балтского прихода», на Всеподданнейшем докладе 21 декабря 1841 года положена следующая Высочайшая резолюция: «препроводить все бумаги графу Протасову с тем, чтобы по рассмотрении возвратил Левицкому те, кои найдёт возможным». Пока граф рассматривал эти бумаги и вёл переписку с местными властями о Левицком, автор их умер 9 (21) марта 1845 года.
Бумаги священника Левицкого были отправлены в рукописный отдел Архива Священного Синода и в 1911 году напечатаны. Ещё по возвращении с Коневца в Балту Левицкий возымел намерение учредить в этом городе мужской монастырь, но когда мечте его не суждено было осуществиться, тогда он устроил на своём усадебном месте странноприимный дом и приют для бедных, которые оказались особенно благодетельными в памятные неурожаем и повальными болезнями 1834 и 1835 годы. Лишь в 1908 году осуществилась мечта Левицкого о постройке Балте Феодосиевского монастыря, куда и были перенесены его останки.